# Naturschutzgebiet Goldberg (Warburg)
Koordinaten: 51° 31′ 59″ N, 9° 0′ 35″ O

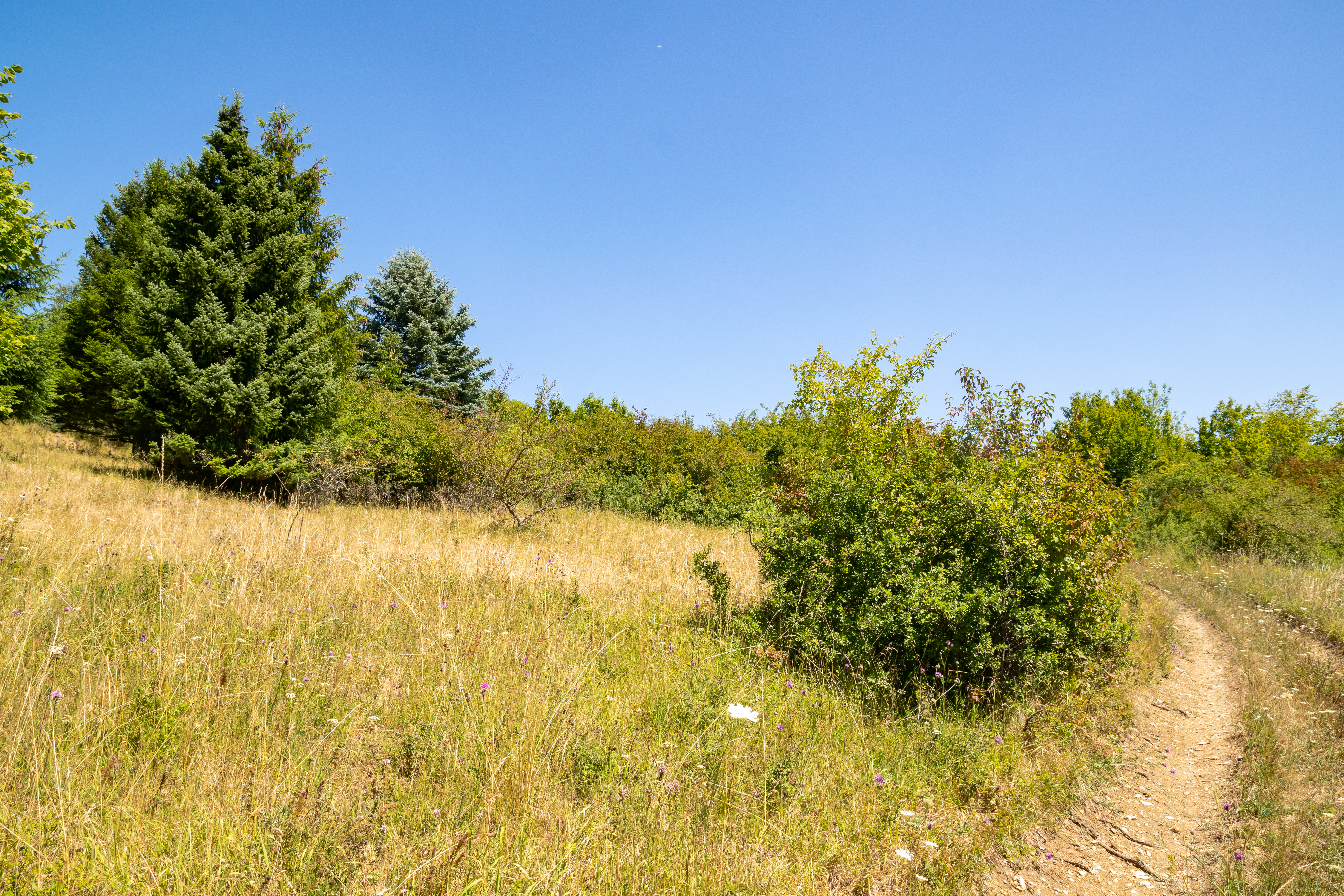
Naturschutzgebiet Goldberg (Juli 2018)

Das Naturschutzgebiet Goldberg liegt auf dem Gebiet der Stadt Warburg im Kreis Höxter in Nordrhein-Westfalen.
Das Gebiet erstreckt sich nordwestlich der Kernstadt Warburg und westlich des Warburger Stadtteils Scherfede. Am südöstlichen Rand des Gebietes und östlich verläuft die B 252, nordöstlich die B 68 und nördlich die Kreisstraße K 23. Nördlich des Gebietes – auch auf Warburger Gebiet – erstreckt sich das etwa 90,9 ha große Naturschutzgebiet (NSG) Hellberg-Scheffelberg und südöstlich das etwa 25,2 ha große NSG Drachenholl-Diemelaue.

## Bedeutung
Das etwa  44,3 ha große Gebiet mit der Schlüssel-Nummer HX-056 steht seit dem Jahr 1995 unter Naturschutz. Schutzziele sind 
- der Erhalt und die Pflege der Biozönosen „Kalkmagerrasen“ und „mageres Wirtschaftsgrünland“ als Bestandteil der Kulturlandschaft sowie
- der Erhalt und die Entwicklung eines größeren Kulturlandschaftskomplexes mit Magerweiden und extensiv genutzten, skelettreichen Kalkäckern.[2]